# 阪本浩
阪本 浩（さかもと ひろし、1954年 - ）は、日本の西洋史学者、第19代青山学院大学学長。

## 経歴
宮城県仙台市生まれ。青山学院大学文学部史学科卒業、東北大学大学院文学研究科西洋史学専攻博士課程退学。
1985年より青山学院大学文学部史学科専任講師。助教授を経て、1999年より同大学教授となった。2016年より文学部長・大学院文学研究科長、2017年より副学長・青山スタンダード教育機構機構長、2018年より学校法人青山学院評議員。2019年より学長を務めている。

## 研究内容・業績
専門は古代ローマ史。西洋史研究会、日本西洋史学会、キリスト教史学会等に所属。

## 著書
- 『古代ローマ帝国の謎』光文社文庫 グラフィティ・歴史謎事典 1987
- 『3日でわかるローマ帝国』(知性のbasicシリーズ) ダイヤモンド社, 2001
- 『図解雑学ローマ帝国』ナツメ社, 2006
- 『ローマ帝国一五〇〇年史 絵で見るローマ人の物語』(ビジュアル選書) 新人物往来社, 2011

### 共編・監修
- 『ソシアビリテの歴史的諸相 古典古代と前近代ヨーロッパ』(キリスト教歴史双書) 鶴島博和,小野善彦共編. 南窓社, 2008
- 『知識ゼロからのローマ帝国入門』監修. 幻冬舎, 2009
- 『古代ローマ人の日々の暮らし 図説地図とあらすじでわかる!』(青春新書 監修. 青春出版社, 2011

### 翻訳
- ピーター・ガーンジィ『古代ギリシア・ローマの飢饉と食糧供給』松本宣郎共訳. 白水社, 1998
- サイモン・ジェイムズ『古代ローマ入門』 (「知」のビジュアル百科 日本語版監修. あすなろ書房, 2004
- エイドリアン・ゴールズワーシー『アントニウスとクレオパトラ』白水社, 2016
- デイヴィッド・アーミテイジ『〈内戦〉の世界史』平田雅博,細川道久共訳. 岩波書店, 2019
- エイドリアン・ゴールズワーシー『古代ローマ名将列伝』白水社, 2020